# Regno Unito ed euro
     Zona euro
     UE appartenenti agli AEC II
     UE appartenenti agli AEC II con deroga
     UE non appartenenti agli AEC II
     Non UE che usano bilateralmente l'euro
     Non UE che usano unilateralmente l'euro
Il Regno Unito è stato un membro dell'Unione europea dal 1973 fino alla sua uscita nel 2020 ma non è mai entrato nell'Unione monetaria europea, cioè non ha mai sostituito la sua valuta - la sterlina britannica - con l'euro.
Il Regno Unito negoziò un opt-out dal Trattato di Maastricht relativamente all'adozione dell'euro al posto della sterlina britannica, e il Primo Ministro, Gordon Brown, escluse che l'ingresso potesse avvenire nel prevedibile futuro, affermando che la decisione di non aderire fu quella giusta per la Gran Bretagna e per l'Europa. Il governo di Brown si impegnò ad adottare una procedura che prevedesse, prima di aderire all'eurozona, tre diverse approvazioni da parte del Gabinetto, del Parlamento, e dell'elettorato britannico mediante un referendum.
Il governo del precedente Primo Ministro, Tony Blair, decise che avrebbero dovuto essere soddisfatti cinque criteri economici prima che il governo potesse richiedere l'adesione del Regno Unito all'euro e si impegnò ad indire comunque un referendum per decidere in merito all'adesione, dovessero essere rispettati tali criteri. In aggiunta a questi criteri definiti internamente a livello nazionale, il Regno Unito avrebbe dovuto rispettare i criteri di convergenza economica stabiliti dall'Unione europea, prima di essere autorizzata ad adottare l'euro. Attualmente il rapporto tra il disavanzo pubblico annuale e il PIL è al di sopra della soglia stabilita.
L'opinione pubblica era ostile all'adesione all'eurozona, come mostrato nel 2008 da un sondaggio d'opinione secondo il quale il 54% del popolo britannico era contrario, percentuale salita all'81% nel luglio 2011.
Quando il 52% dei britannici si espressero a favore dell'uscita dall'Unione europea nel referendum del 2016, l'adozione dell'euro diventò ancora più improbabile di quanto non lo era già e si è trasformata solo in un ricordo quando l'uscita del Regno Unito dall'UE è avvenuta il 31 gennaio 2020.
Tuttavia, le basi militari britanniche di Akrotiri e Dhekelia, poste sull'isola di Cipro, utilizzano l'euro dal 2008, quando la Repubblica di Cipro sostituì la lira cipriota, precedente valuta usata anche dagli abitanti delle basi militari sovrane, le quali rimangono pur sempre dipendenze del Regno Unito nonché estranee all'Unione europea.

## Economia
Diversamente mano dagli altri Paesi europei, in cui l'euro è considerato un elemento essenziale per la progressiva integrazione politica del Continente, nel Regno Unito i possibili benefici dell'ingresso nell'eurozona vennero considerati in un'ottica prettamente economica, e il 9 giugno 2003 una valutazione dell'ingresso britannico basata su cinque criteri economici fu pubblicata da Gordon Brown, che a quel tempo era Ministro delle Finanze. Sebbene avesse confermato la visione positiva del governo sull'euro, la relazione si concluse con un giudizio contrario all'adesione britannica, in quanto quattro dei cinque criteri non venivano soddisfatti. Inoltre il documento del 2003 si soffermò sui considerevoli progressi compiuti dal Regno Unito verso il soddisfacimento di tali criteri a partire dal 1997, e la desiderabilità, per lo meno secondo il governo di quel momento, di decisioni politiche orientate verso l'adattamento dell'economia britannica al fine di soddisfare al meglio i criteri nel futuro, citando i considerevoli e durevoli benefici che sarebbero derivati da un'eventuale adesione all'UEM, qualora prudentemente condotta.
Alcuni degli euroscettici credevano che la moneta unica non fosse altro che un trampolino verso la formazione di un superstato europeo unificato e alcuni ritennero che la rinuncia da parte del Regno Unito della possibilità di fissare i propri tassi di interesse avrebbe avuto effetti dannosi sull'economia. Altri nel Paese, solitamente sostenuti dagli euroscettici, avanzavano diverse argomentazioni economiche contro l'adesione: il motivo più frequentemente citato concerneva gli ampi debiti pensionistici di molti governi dell'Europa continentale — diversamente dal Regno Unito — che avrebbero portato, considerato l'invecchiamento della popolazione, ad indebolire la valuta in futuro, contro gli interessi britannici.
Una visione opposta era che le esportazioni intra-europee rappresentavano il 50% del totale dell'export britannico, e che una moneta unica avrebbe migliorato il mercato unico grazie alla rimozione del rischio di cambio. Comunque i derivati finanziari erano divenuti sempre più accessibili alle piccole imprese britanniche, permettendo loro di fronteggiare il rischio cambio (sebbene a un costo che i concorrenti appartenenti all'eurozona non sostengono). Un interessante parallelo può essere visto nelle discussioni che si tennero nel XIX secolo riguardo alla possibile adesione del Regno Unito all'Unione monetaria latina.
Gordon Brown dichiarò nel giugno 2003 che il miglior tasso di cambio per l'adesione del Regno Unito alla moneta unica sarebbe di circa 73 pence per euro (valore che non è stato raggiunto fino al 28 dicembre 2007). Questo cambio non è però mai stato formalizzato come condizione ufficiale per l'adesione.

## Area della sterlina
Se il durante il periodo di permanenza nell'UE il Regno Unito avesse aderito all'eurozona, questo interesserebbe anche quelle giurisdizioni che usano la sterlina, o che hanno una valuta ancorata alla sterlina, ovvero la cosiddetta area della sterlina. Le dipendenze della corona usano varianti della sterlina inglese: la sterlina di Man, la sterlina di Jersey, la sterlina di Guernsey e la sterlina di Alderney. Tutte loro condividono il medesimo codice ISO 4217: GBP. Anche alcuni territori britannici d'oltremare hanno le loro valute fissate alla pari con la sterlina britannica: il tasso di cambio è fisso in modo tale che una sterlina locale equivalga a una sterlina inglese. Questi sono Gibilterra, le Isole Falkland e Sant'Elena.
La Francia d'oltremare si trovò di fronte a una situazione simile quando la Francia aderì all'eurozona. I territori che utilizzavano il franco francese si convertirono anch'essi all'euro. Alcuni territori d'oltremare usavano invece il franco CFP. Questo aveva un tasso di cambio fisso con il franco francese, ma non alla pari - infatti per varie ragioni storiche il suo valore era considerevolmente inferiore, approssimativamente pari a 5 centimes. Sia il franco CFA che il franco CFP continuano ad esistere, ma ora sono agganciati con cambio fisso all'euro. I tassi di cambio fissi e la libera convertibilità di queste valute sono garantiti dal Tesoro francese. Una situazione simile riguarda il franco delle Comore, anch'esso attualmente agganciato all'euro.
I territori appartenenti all'area della sterlina avevano perciò quattro opzioni:
- Entrare nell'eurozona anche se non membri dell'Unione europea, ciascuno con una distinta variante nazionale dell'euro — proprio come fecero il Principato di Monaco, la Repubblica di San Marino e la Città del Vaticano. L'UE ha preteso che siano stipulati appositi 'accordi monetari' dagli Stati non membri che desiderano coniare le proprie monete euro, e fece pressioni nei confronti di Andorra al fine di non permettere l'emissione di monete andorrane fino a che non fu stipulato un accordo specifico. Tali accordi, come deciso dall'UE, devono includere l'adesione alle norme bancarie e finanziarie dell'Unione.
- Usare le monete euro standard coniate dal Regno Unito o dagli altri Paesi dell'eurozona. Questo potrebbe essere percepito da alcuni come perdita di un importante simbolo della propria indipendenza.
- Mantenere la propria valuta, ma ancorata con cambio fisso all'euro. Per il trio inconciliabile, in questo caso mantenere un cambio fisso contro le attenzioni degli speculatori sulle valute può essere estremamente costoso, come nel caso del mercoledì nero. Comunque, i piccoli Paesi e le dipendenze sono raramente - se non mai - oggetto di speculazione, e poiché il costo della difesa delle loro valute sarebbe insignificante per il Regno Unito, ogni attacco finirebbe probabilmente col fallire.
- Adottare una valuta a libera fluttuazione, oppure una valuta ancorata a cambio fisso ad un'altra, come ha suggerito il governo di Jersey.[7]

Gibilterra era in una posizione diversa poiché era l'unica dipendenza britannica membro dell'UE. Se il Regno Unito avesse adottato l'euro non sarebbe stato possibile ottenere un opt-out per Gibilterra. Non è chiaro se Gibilterra avrebbe dovuto essere soggetta ad un suo referendum o se sarebbe stata inclusa in un eventuale referendum britannico, dal momento che Gibilterra ha votato come parte del Regno Unito nelle elezioni del Parlamento Europeo fino al gennaio 2020, giorno in cui la Brexit (l'uscita del Regno Unito dall'UE) divenne realtà.

## Banconote
Attualmente, alcune banche private in Scozia e in Irlanda del Nord possono stampare ed emettere banconote della sterlina britannica con il proprio design. Questa possibilità è vista da molti abitanti di queste aree come un'importante componente delle proprie identità nazionali.
Nel novembre 1999, in preparazione all'introduzione delle banconote e delle monete nella zona euro, la BCE annunciò il divieto totale all'emissione di banconote da parte di entità diverse da Banche Centrali Nazionali ('Legal Protection of Banknotes in the European Union Member States'). A meno che il Regno Unito negozi una deroga come condizione per l'ingresso nell'eurozona, il cambio dalla sterlina all'euro significherebbe l'immediata fine della circolazione delle banconote scozzesi e nordirlandesi. La BCE ha inoltre stabilito che anche nel caso di banconote emesse da banche centrali, 'non c'è spazio per modifiche esclusivamente nazionali' — tutte le banconote devono essere conformi al modello deciso centralmente.
Poiché modifiche nazionali sono consentite per le monete, è possibile che la Royal Mint possa eventualmente inserire i simboli delle Home Nations sulle monete di conio britannico, anche se questi dovrebbero prendere il posto del ritratto del monarca. La posizione delle dipendenze della corona è meno chiara. L'Unione europea ha opposto forte resistenza ai tentativi di emettere banconote euro-equivalenti da parte di Stati non membri, a meno che non siano intrapresi passi significativi verso la stipula di un adeguato accordo monetario, che comprenda l'adozione delle norme bancarie e finanziarie dell'UE (si veda monete euro andorrane).
Il Regno Unito però ha stampato
banconote euro per gli altri Stati membri della Unione economica e monetaria

## Nuovo design delle monete
Il Regno Unito realizzò nel 2008 il nuovo design delle monete della sterlina britannica, proseguendo il più grande ridisegno della valuta nazionale effettuato dalla Royal Mint dai tempi della decimalizzazione del 1971. Alcuni esperti sostenevano che tale decisione era stata presa al fine di rafforzare l'idea che l'euro non sarà adottato nel Regno Unito per un lungo periodo e alla fine ciò non è mai avvenuto.

## Sondaggi
| Date                  | Sì  | No  | Indecisi | Numero di partecipanti | Rilevata da | Note   |
| --------------------- | --- | --- | -------- | ---------------------- | ----------- | ------ |
| 10 - 15 febbraio 2005 | 26% | 57% | 16%      | 2103 persone           | Ipsos MORI  | [ 10 ] |
| 11 - 12 dicembre 2008 | 24% | 59% | 17%      | 2098 persone           | YouGov      | [ 11 ] |
| 19 - 21 dicembre 2008 | 23% | 71% | 6%       | 1000 persone           | ICM         | [ 12 ] |
| 6 - 9 gennaio 2009    | 24% | 64% | 12%      | 2157 persone           | YouGov      | [ 13 ] |
| 1 - 4 maggio 2009     | 23% | 75% | 2%       | 1002 persone           | ICM         | [ 14 ] |
| 2 - 4 luglio 2011     | 8%  | 81% | 11%      | 2002 persone           | Angus Reid  | [ 3 ]  |